# Колкітт (Джорджія)
Колкітт (англ. Colquitt) — місто (англ. city) в США, в окрузі Міллер штату Джорджія. Населення — 2001 особа (2020).

## Географія
Колкітт розташований за координатами 31°10′24″ пн. ш. 84°43′57″ зх. д. / 31.17333° пн. ш. 84.73250° зх. д. (31.173215, -84.732379).  За даними Бюро перепису населення США в 2010 році місто мало площу 21,42 км², з яких 21,32 км² — суходіл та 0,10 км² — водойми.

## Демографія
Згідно з переписом 2010 року, у місті мешкали 1992 особи в 782 домогосподарствах у складі 495 родин. Густота населення становила 93 особи/км².  Було 897 помешкань (42/км²).
Расовий склад населення:
| - 51,0 % — білих - 46,6 % — чорних або афроамериканців - 1,0 % — азіатів - 0,2 % — корінних американців |

До двох чи більше рас належало 1,0 %. Частка іспаномовних становила 2,0 % від усіх жителів.
За віковим діапазоном населення розподілялося таким чином: 23,2 % — особи молодші 18 років, 57,4 % — особи у віці 18—64 років, 19,4 % — особи у віці 65 років та старші. Медіана віку мешканця становила 40,3 року. На 100 осіб жіночої статі у місті припадало 80,3 чоловіків;  на 100 жінок у віці від 18 років та старших — 80,5 чоловіків також старших 18 років.
Середній дохід на одне домашнє господарство  становив 29 676 доларів США (медіана — 22 813), а середній дохід на одну сім'ю — 33 066 доларів (медіана — 26 250). За межею бідності перебувало 41,8 % осіб, у тому числі 56,8 % дітей у віці до 18 років та 16,8 % осіб у віці 65 років та старших.
Цивільне працевлаштоване населення становило 756 осіб. Основні галузі зайнятості: освіта, охорона здоров'я та соціальна допомога — 24,2 %, роздрібна торгівля — 17,1 %, виробництво — 14,4 %.